# Licosa
Licosa es una frazione del municipio de Castellabate y un promontorio que constituye un parque forestal, en la provincia de Salerno (Italia).
Desde 1998 forma parte del sitio Patrimonio de la Humanidad de la Unesco llamado «Parque Nacional del Cilento y Vallo de Diano con los sitios arqueológicos de Paestum y Velia, y la cartuja de Padula», en concreto de su localización segunda, que lleva el código 842-003: Región de Monte Stella y punta Licosa.

## Origen del nombre
El nombre deriva del griego «Leukosia» (Λευκωσία, pron. lefkosía) que significa «blanca», y la leyenda dice que Leukosia era una de las tres sirenas que Ulises encontró en su viaje, en la Odisea homérica.

El topónimo está pues estrechamente relacionado con el de la capital chipriota Nicosia (Lefkosía en griego, Lefkoşa en turco) y con el del municipio siciliano de Nicosia (EN).

Después de la desembocadura del Silaris se llega a Leucania, y al templo de la Hera de Argos, construido por Jasón, y cerca, a unos cincuenta estadios, a Posidonia. Desde allí, navegando por el golfo, se llega a Leucosia, una isla, a poca distancia del continente. La isla recibe su nombre por una de las sirenas, que fue condenada a permanecer en tierra después de que la sirenas se lanzaran, tal como dice el mito, a las profundidades del mar.
En frente de la isla queda ese promontorio, que está al lado contrario de Sirenusse y con ellas forma el golfo de Posidonia.
Al doblar este promontorio se llega de manera inmediata a otro golfo, en el que hay una ciudad llamada «Hyele» por los foceos que la fundaron, y por otros «Ele», a partir de cierto manantial, pero que los hombres de hoy llaman «Elea». Esta es la tierra natal de Parménides y Zenón, los filósofos pitagóricos.
Estrabón, Geografía, libro 6, 1.

## Geografía

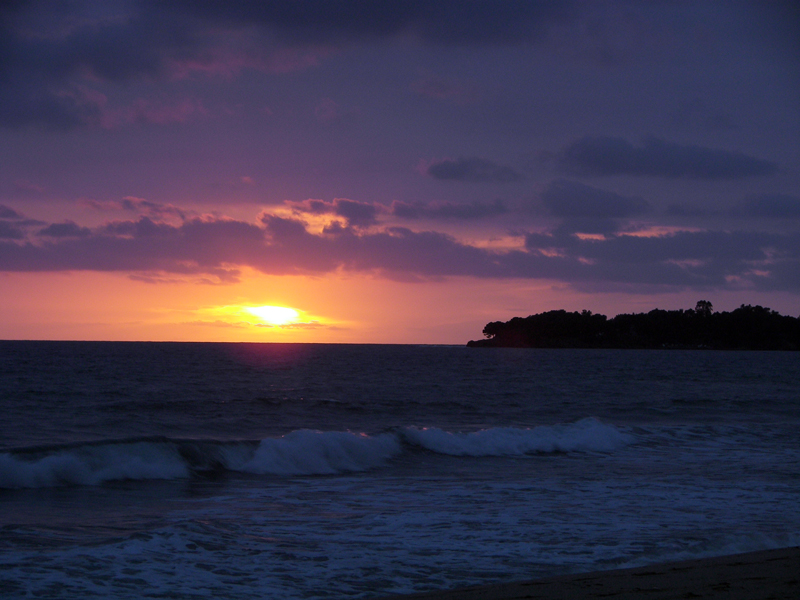
Puesta de sol en Ogliastro Marina con la pineda de Licosa a un lado.

La localidad, conocida también como Punta Licosa, se encuentra sobre la costa tirrena, en el centro-norte del Cilento y se inscribe en su parque nacional. Ubicada en la parte meridional del municipio de Castellabate, está comprendida entre las fracciones de S. Marco y Ogliastro Marina, no lejos del límite municipal de Montecorice (en la frazione de Case del Conte).

La zona forestal, compuesta de maquis mediterráneo, cuenta con el centro de población propiamente dicho, habitado por unas decenas de habitantes, sobre las laderas del Monte Licosa (326 m s. n. m.). 
Dista de Castellabate alrededor de 10 km, 8 de S.Maria, 10 de Agnone Cilento, 16 de Acciaroli, 20 de Agropoli y alrededor de 70 de Salerno.

## Características

### LaPuntay la 'Isola
La zona de Licosa cuenta con dos entradas por carretera de tráfico limitado, con cancelas de control. La entrada meridional está en Ogliastro, y la septentrional en S.Marco.

En el centro de la carretera y poco distante del pueblo de Licosa se encuentra la Punta homónima sobre la que surge una rocca o fortificación; tras el mar y de frente a la Isola Licosa, un islote poco distante del continente sobre el que se encuentra un faro de señalización para los navegantes. Punta Licosa, que representa el límite meridional del golfo de Salerno está incluida desde el año 2005 entre las más bellas playas de Italia, según el juicio de la asociación «Legambiente».

### Reserva marina
La fachada costera está compuesta por pequeñas playas rocosas detrás de una pineda, hasta cierto punto receptiva turísticamente por la calidad de las aguas y la tranquilidad del lugar, rara vez poblado de bañistas. Ello constituye la Riserva marina di Punta Licosa, una zona de tutela biológica marina que va desde la Punta dell'Ogliastro a la Baia del Sambuco, cerca de la zona boscosa del Tresino, en los confines municipales entre Castellabate y Agropoli. La reserva, que cuenta con una gran variedad de fauna y es, en el ámbito municipal, Bandera azul por la calidad de las aguas, ha albergado, en el verano de 2006 los huevos puestos por una tortuga Caretta Caretta. El evento de la puesta, muy raro en la zona, aconteció en la antigua playa de Ogliastro Marina.

## Manifestaciones
Cada año en los meses de julio y agosto la asociación Leucosia celebra dos «Conciertos sobre el agua» dedicados a la mitológica sirena Leucosia. El escenario de esta manifestación está representado por el canal marino que separa el islote de la tierra firma y los conciertos son interpretados sobre barcas.